# مجدآباد نو (مقاطعة فراهان)
مجدآباد نو (بالفارسية: مجدآباد نو) هي قرية تقع في مركزي في إيران. يقدر عدد سكانها بـ 63 نسمة .